# Alexander Mountbatten, Marchiz de Carisbrooke
Prințul Alexander Albert de Battenberg, mai târziu Alexander Albert Mountbatten, Marchiz de Carisbrooke (n. 23 noiembrie 1886 - d. 23 februarie 1960) a fost membru al Casei de Battenberg și al familiei regale britanice extinse, nepot al reginei Victoria. A fost Prinț de Battenberg de la naștere până în 1917 când familia regală britanică a renunțat la toate titlurile germane în timpul Primului Război Mondial și au ales numele de Windsor.